# Agrupación Deportiva Almería
L'Agrupación Deportiva Almería fou un club de futbol andalús de la ciutat d'Almeria.

## Història
L'Agrupación Deportiva Almería es fundà l'estiu de 1971. Començà a jugar a la categoria Regional Preferent andalusa on ocupà la plaça de la UD Pavía, i incorporant jugadors procedents principalment dels clubs Plus Ultra CF i CD Arenas. En els seus 11 anys d'història va jugar dues temporades a primera divisió entre els anys 1979 i 1981. El club acabà desapareixent per problemes econòmics el 1982.